# Mersawa
Mersawa oder Krabak ist der Handelsname einer Reihe von Holzarten der Laubholzgattung Anisoptera innerhalb der Flügelfruchtgewächse (Dipterocarpaceae) aus Südostasien. Dabei besteht das gemeinsam vermarktete Sortiment Mersawa aus Malaysia vor allem aus den Arten Anisoptera costata, A. laevis, A. scaphula, A. curtisii und A. marginata. Thailändisches Krabak bezeichnet vor allem A. curtisii, A. oblonga und A. scaphula. Letzteres wird auch in Burma als Kaunghmu vermarktet, während das von den Philippinen stammende Holz von A. thurifera als Palosapis auf den Markt kommt.

## Bedeutung
Mersawa und andere Anisoptera-Sortimente stellt einen großen Teil des aus dem Südostasienstemmenden Hartholzsortimente dar, die in Europa und Nordamerika als Tropenholz vermarktet werden. Acht der zehn Arten dieser Gattung werden heute in der Roten Liste der IUCN gelistet, davon vier als gefährdet und 4 als kritisch gefährdet, wobei die Hauptbedrohung der Rückgang der tropischen Regenwaldflächen ist.

## Beschreibung
Die Bäume der Gattung Anisoptera unterscheiden sich in ihrer Höhe und in ihrem Wuchs, werden jedoch durchschnittlich 45 Meter hoch bei einem Stammdurchmesser von einem bis 1,5 Meter. Das Splint- und das Kernholz unterscheiden sich in ihrer Färbung nur leicht. Die Grundfärbung des Kernholzes variiert von blassgelb bis gelblich-braun und kann leichte Rosatöne aufweisen. Durch den häufigen Befall mit Bläuepilzen verfärbt sich das Splintholz häufig blau. Die Holzstruktur ist gleichmäßig und grobporig, die Maserung ist unscheinbar silbrig gefleckt und der Faserverlauf gerade bis wechseldrehwüchsig.
Mit etwa 640 kg/m3 im trockenen Zustand hat das Holz eine mittlere Dichte. Die Schlagfestigkeit, die Steifigkeit und die Biegesteifigkeit sind vergleichsweise gering, die Druckfestigkeit mittelmäßig und die Verformbarkeit sehr hoch. Die Verarbeitbarkeit leidet an dem hohen Gehalt von Silikaten sowie dem Wechseldrehwuchs, die zu einer raschen Abnutzung von Werkzeugschneiden führen. Die Oberfläche kann durch Schleifen und Polieren zu einer hohen Oberflächengüte gebracht werden, außerdem lässt sich das Holz gut nageln und leimen. Gegenüber Witterung und Schädlingsbefall ist das Holz nur mäßig haltbar, es kann jedoch mit Holzschutzmitteln behandelt werden.

## Verwendung
Verwendet wird Mersawa vor allem als Holz für den Möbelbau, als Bauholz und für Innenausbauten, zum Beispiel für Fußbodenbeläge. Zudem wird es im Karosseriebau und im Bootsbau als Plankenholz verwendet. Für Sperrholzfurniere wird es geschält, außerdem für Deckfurniere gemessert.